# Арумович (герб)
Арумович (Szreniawa odmiana Arumowicz) — шляхетський герб, різновид герба Шренява.

## Опис герба
В червоному полі біла річка, спадаюча по викривленій лінії від правого верхнього до нижнього лівого кута, на верху річки стоїть золотий лицарський хрест. Клейнод: бура сова, що сидить між двома рогами оленя. Намет: Червоний, підбитий сріблом.

## Роди
Арумовичі (Arumowicz).

## Зовнішні посилання
- Герб Arumowicz на сайті Генеалогія dynastyczna